# 廖文奎
廖文奎（英文：Joshua Wen-Kwei Liao，1905年11月14日—1952年6月25日），本名廖溫魁，台灣雲林西螺人，美國芝加哥大學哲學博士。廖文奎不但是台灣獨立理論的鼻祖，同時也是台灣民族主義思想的重要理論奠基者。

## 生平
廖文奎出身臺灣雲林西螺望族，世代業儒。父廖承丕（1871—1939）是當地仕紳，擁數千甲地，1916年任為臺南州虎尾郡西螺區長，1919年兼攝新莊區長，母陳明鏡（1875—1966）是嘉義長老教會傳教師陳有成之妹，畢業於臺南市的長榮女子中學。廖承丕夫婦篤信基督教，捐地建教會並出任長老，修繕交通，舉任公益。廖家宅邸大承堂坐落在西螺鎮中心。育有子女八人，廖溫仁、廖溫奎（文奎）、廖溫義（文毅）、廖溫正、廖溫進、廖春葉、廖玉霜、廖玉梅均受到高等教育、其中溫仁、文奎、文毅皆為一時俊傑。
廖文奎在公學校畢業以後，1919年直接赴日本京都就讀同志社中學，萌生以西洋科學方法研究中國思想之志。1923年中學畢業後，入美國人開辦的教會學校南京金陵大學，專攻哲學。1928年大學畢業以後，廖再度遠赴重洋，赴美就讀於芝加哥大學哲學系，入芝加哥學派實用主義學者喬治·賀伯特·米德與塔夫茨之門，專攻哲學史。1929年受 E. A. Burtt 指導完成論文《現代唯心論及其批判者》（英語：Modern Idealism as Challenged by Its Rival）取得哲學碩士學位，1931年由塔夫茨指導以一篇融合社會心理學和比較思想史的論文《道德對法律：社會行為動因的歷史分析》（英語：Morality versus Legality: Historical Analysis of the Motivating Factors of Social Conduct）取得哲學博士學位，奠定其社會心理學在理論與實踐的基礎。博士論文於1933年由英國 Kegan Paul, Trench, Trubner出版社以《個人與共同體：社會行為動因的歷史分析》（英語：The Individual and the Community：A Historical Analysis of the Motivating Factors of Social Conduct）為題改寫出版，收在《國際心理學、哲學和科學方法叢書》（英語：International Library of Psychology, Philosophy and Scientific Method）內，與維根斯坦、容格、皮亞傑、羅素、馬林諾斯基和梁啟超《中國哲學史》英譯本並列。
1931-1932年間，廖文奎訪問歐陸，短暫在德國柏林大學與法國巴黎大學短期研究，1933年與芝加哥認識的瑞典籍美國人Greta W. Westerberg 於東京結縭。回國旋即展開如火如荼的學術翻譯研究。此後再赴南京擔任中央政治學校、陸軍軍官學校和金陵大學等校的哲學教授，直到 1937年因戰禍蔓延前，為其他學術生涯之高峰，包括《比較公民訓練》、《人生哲學之研究》、翻譯日本法學博士稻田周之助《政治心理論》，及《孫中山之政治醫學：總理遺教綜論》、《韓非子全集》英譯等，為中央政治學校研究部叢書，並由自家經營的大承出版社出版。廖文奎的學術能量發揮在政治心理學的實用主義如何接合中國哲學史跟當時流行的生命哲學；直到二戰爆發前後，廖文奎中日美求學經驗與擅通各國語言的跨文化能力，卻使得中日安全單位質疑其國家忠誠，成為祖國的陌生人。廖文奎與弟廖文毅因中日戰火加劇，回到臺灣。1939年5月，父親廖承丕逝世後，成立「大承興業株式會社」並擔任社長，廖文毅任專務取締役，廖溫進任常務取締役。1939年7月赴上海，再度擔任大學教職。
1945年二戰結束，8月廖文奎召集旅居上海的台灣人組成「臺灣光復同志會」(後更名「臺灣革新會」)，發表〈台灣光復同志會宣言〉，以協助政府重建家園，11月發行《台灣月刊》。廖以該會訓育部名義，負責教導隸屬於軍事委員會政治部的台灣義勇隊第三支隊訓練班。1946年9月從上海回臺，積極與早先返鄉的三弟廖文毅參與臺灣革新協會的光復運動，並且籌辦《前鋒》雜誌，從公共領域一方面他對中國這個祖國對臺灣的重新教育啟蒙，另一方面藉由社會心理學的智識來實踐。但隨著戰後臺灣政治經濟環境的惡化加上二二八事變，1946年在上海刊物《震旦》以法文發表〈福爾摩沙何去何從？〉（法語：Quo Vadis Formosa?），隔年在《The China Weekly Review》（密勒氏評論報）發表〈帝國主義與民族主義在福爾摩沙的鬥爭〉（英語：Imperialism vs. Nationalism in Formosa）。廖文奎可能對政治理想的實踐再次落空感到失望，與廖文毅走奔香港組成「臺灣再解放聯盟」，1948年曾因此遭上海吳淞警備司令部逮捕監禁百日，時後擔任香港大學教授，1950年出版《福爾摩沙發言》（英語：Formosa Speaks）宣告臺灣地位應獨立，1952年於香港逝世。其妻與子女則以政治難民身分回到美國夏威夷定居。

## 理論與主張
廖文奎的國族認同，從三民主義的祖國改革派改宗為臺灣獨立理論的奠基者，其思想體系可略分為：

### 實用主義的政治心理學
廖文奎師從實用主義喬治·賀伯特·米德與塔夫茨門下，碩博士論文從社會心理學作東西哲學之比較，肯認社會（道德及法律上）的規範性起自社群自身的集體認同，其著作《個人與共同體：社會行為動因的歷史分析》開宗即說明「個體如何受社群所決斷，且作為智識領袖如何互應。個體本身為社群之產物，進而可能成為其指引」為其研究旨趣 。廖文奎奠基自社會心理學，無論是學術研究或公共論述，都可見他強調社群與個人的互動。

### 人生哲學與新儒家
1920年代，張君勱等引自歐陸哲學家倭铿及柏格森對科學主義批判的「人生哲學」(德語：Lebensphilosophie) 引發與胡適等的科玄論戰。此波論戰的智識遺產在1930年代受國民黨CC派陳果夫、陳立夫吸收發展三民主義的唯生論及新生活運動之面向 。廖文奎返回中國任教之後，其著作受到此學術風氣濡染。從早先1933年出版的《個人與共同體：社會行為動因的歷史分析》，他即以最後一章節孫中山三民主義的思想體系定為中國傳統儒學及西方哲學的混合。1930年代出版的《比較公民訓練》、《人生哲學之研究》、譯著《政治心理論》，及《孫中山之政治醫學：總理遺教綜論》等，也不斷強調從西方哲學取路研究證成儒學思想。此外，廖文奎從實用主義、人生哲學詮釋儒學思想外，也不斷翻譯中國思想著作，如1937年所譯的《韓非子全集：中國政治科學經典》（英語：The Complete Works of Han Fei Tzu: A Classic of Chinese Political Science）迄今仍是漢學界研究韓非子相當重要的典籍翻譯參考。

### 現代國家建構的理想國
廖文奎從早期祖國改革派，企圖從實用主義、人生哲學詮釋傳統，開創出中國憲政民主。戰後與廖文毅籌辦的《前鋒》雜誌多次肯認國民黨派系中以文人組成政學系，主張憲政改革與公民教育的重要。直至1947年二二八事變發生前後，廖文奎已不斷明白公開表示，陳儀奉派接收臺灣只是戰勝國的接收，而不是臺灣主權的轉移，國民政府統治臺灣與麥克阿瑟統治日本一樣，都是臨時性的，臺灣地位仍然未定。然而這樣的期盼在目睹陳儀統治的專斷失能下，廖文奎則與許多原本期盼祖國改革派的臺灣文人一樣，選擇以自身理念建構出新的理想國。

## 著作列表
列表為廖文奎著作：

### 學位論文
- 1929 Modern Idealism as Challenged by Its Rivals.［芝加哥大學哲學碩士學位論文，指導教授：E. A. Burtt］
- 1931 Morality Versus Legality: Historic Analyses of the Motivating Factors of Social Conduct.［芝加哥大學哲學博士學位論文，指導教授：James Hayden Tufts］

### 著書
- 1933 The Individual and the Community: A Historical Analysis of the Motivating Factors of Social Conduct. London: Kegan Paul, Trench, Trübner.
- 1936《比較公民訓練》。南京：大承［中央政治學校研究部叢書］。
- 1936《人生哲學之研究》。南京：大承［中央政治學校研究部叢書］。
- 1937《孫中山之政治醫學－總理遺教綜論》。南京：大承［中央政治學校研究部叢書］。
- 1950 Formosa Speaks. Hong Kong: The Formosan League for Re-emancipation/Graphic Press.

### 篇章論文
- 1936〈書報介紹及論文提要：比較公民訓練〉，《民教通訊》，卷2期9，頁27。
- 1936〈政治醫學論〉，《黃埔（南京）》，卷6期6，頁65-70。
- 1937〈江西省非常時期之政治訓練（附表），《政治季刊（南京）》，卷2期1，頁173-190。
- 1937〈書報評介：室伏高信著《南進論》〉，《外交評論》，卷8期2，頁185-188。
- 1937〈書報評介：Social Psychology of International Conduct〉，《外交評論》，卷8期2，頁189-191。
- 1937〈書報評介：Japan's Foreign Relations, 1542-1936〉，《外交評論》，卷8期4，頁 179-202。
- 1945〈臺灣光復同志會宣言〉，《臺灣月刊（創刊號）》，頁2-3（上海，1945年11月）。
- 1945〈臺灣光復詞 ［歌曲］〉，《臺灣月刊（創刊號）》，頁3（上海，1945年11月）。
- 1946〈思想光復論〉，《臺灣月刊》，卷1期1，頁 3。
- 1946〈人生哲學之研究：思想建設〉，《臺灣月刊》，卷1期1，頁 22-26。
- 1946 Quo Vadis Formosa?. Bulletin de l'Université L'Aurore ［震旦雜誌］, 3(7), pp. 1–30.
- 1947 Imperialism vs. Nationalism in Formosa. The China Weekly Review, 104, 7 (Shanghai, Jan. 18, 1947), pp. 191–93.［廖史豪（譯），1947，〈臺灣に於ける帝國主義と民族主義との?爭〉，《前鋒》，期15（臺北1947年2月21日），頁3-12。］
- 1947〈為二二八慘案呼籲〉，《前鋒》，期16 [台灣二二八慘案專號]，頁 5-7.
- 1948 Chinese Philosophy and Politics: 1853-1905. The China Weekly Review, 112, 3 (Shanghai, Dec. 18, 1948), pp. 59–61.
- 1948 The Question of Taiwan’s Independence. Far Eastern Economic Review, 5, 24 (Hong Kong, Dec. 15, 1948), pp. 621–622.
- 1948 Chinese Philosophy and Politics: 1853-1905 (II). The China Weekly Review, 112, 4 (Shanghai, Dec. 25, 1948), pp. 90–92.
- 1949 Japanese Philosophy and Politics (I). The China Weekly Review, 113, 1 (Shanghai, Mar. 5, 1949), pp. 11–13.
- 1949 Japanese Philosophy and Politics (II). The China Weekly Review, 113, 2 (Shanghai, Mar. 12, 1949), pp. 36–38.
- 1949 Japanese Philosophy and Politics (III). The China Weekly Review, 113, 3 (Shanghai, Mar. 19, 1949), pp. 56–58.
- 1950 Neutralisation of Taiwan. Far Eastern Economic Review, 9, 6 (Hong Kong, Aug.10, 1950), pp. 155.
- 1950 Whither Taiwan. Far Eastern Economic Review, 9, 11 (Hong Kong, Sep.14, 1950), pp. 304–305.
- 1950 Economic Exploitation of Formosa. Far Eastern Economic Review, 9, 12 (Hong Kong, Sep.21, 1950), pp. 335–338.
- 1950 Whither Okinawa. Far Eastern Economic Review, 9, 15 (Hong Kong, Oct.12, 1950), pp. 428–431.
- 1950 Formosa’s Demand for Independence. Far Eastern Economic Review, 9, 16 (Hong Kong, Oct.19, 1950), pp. 465–466.
- 1951 Formosa and its Early Inhabitants. Far Eastern Economic Review, 10, 6 (Hong Kong, Feb. 8, 1951), pp. 151–152.
- 1951 Formosa under the Dutch. Far Eastern Economic Review, 10, 7 (Hong Kong, Feb. 15, 1951), pp. 184–187.
- 1951 Japanese Philosophy and Politics. The Orient, 1, 11 (Hong Kong, Jun. 1951), pp. 14–17, 35.
- 1951 Japanese Philosophy and Politics. The Orient, 1, 12 (Hong Kong, Jul. 1951), pp. 21–29.
- 1951 The Dawn of Japanese Civilisation. The Orient, 2, 2 (Hong Kong, Jul. 1951), pp. 30–32.
- 1951 Chinese Influence in Old Japan. The Orient, 2, 3 (Hong Kong, Oct. 1951), pp. 36–42.
- 1951 Chinese Political Economy & Wang An-Shih’s New Measures. Far Eastern Economic Review, 10, 11 (Hong Kong, Mar. 15, 1951), pp. 315–319.
- 1951 Aristocracy and Feudalism in Medieval Japan. The Orient, 2, 4 (Hong Kong, Nov. 1951), pp. 32–37.
- 1951 Shogunate and Bushido in Japan. The Orient, 2, 5 (Hong Kong, Dec. 1951), pp. 37–43.
- 1952 The Question of Formosa. Far Eastern Economic Review, 12, 2 (Hong Kong, Jan. 10, 1952), pp. 34–35.
- 1952 Japan Turns from East to West. The Orient, 2, 6 (Hong Kong, Jan. 1952), pp. 38–45.
- 1952 Okinawa, Past and Present. The Orient, 2, 10 (Hong Kong, May. 1952), pp. 43–45.
- 1952 Okinawa, Past and Present. The Orient, 2, 12 (Hong Kong, Jul. 1952), pp. 59–66.

### 編譯
- 1936《政治心理論》（原作：稻田周之助）南京：大承（中央政治學校研究部叢書）。
- 1937 The Complete Works of Han Fei Tzu: A Classic of Chinese Political Science (Vol. 1). London: Percy Lund Humphries R Co., Ltd. Loden & Bradford.
- 1939〈兒童的習慣〉（原作：C. A. Aldrich），《教育雜誌》，卷29期5，頁67-68。
- 1939〈實現個性之教育〉（原作：George D. Stoddard），《教育雜誌》，卷29期6，頁74-75。
- 1951 The Empire Breaker of the 24 Romances. The Orient, 1, 10 (Hong Kong, May.1951), pp. 32–38.
- 1951 The Empire Breaker of the 24 Romances. The Orient, 1, 11 (Hong Kong, Jun.1951), pp. 25–32.
- 1951 The Empire Breaker of the 24 Romances. The Orient, 1, 12 (Hong Kong, Jul.1951), pp. 32–38.
- 1959 The Complete Works of Han Fei Tzu: A Classic of Chinese Political Science (Vol. 2). London: Percy Lund Humphries R Co., Ltd. Loden & Bradford.[13]

### 失迭或未出版
- ---.中國公民訓練論
- ---.人生觀之建設
- ---.政治學研究法
- ---. Han Fei Tzu: The Crowning Glory of Chinese Legalism〔中國法家之光：韓非子〕.
- ---. The Story of Chinese Philosophy: A Historical Survey of Oriental Life-Views and World-Outlooks〔中國哲學史話：東方人生觀與宇宙論〕.
- ---. Romance of Ancient Cathay: An English Translation of the Records of Eastern Chou States/〔東周列國志〕.
- ---. Contemporary Chinese Philosophy: Phases of the Chinese Intellectual Adjustment to the Occident〔現代中國哲學〕.
- --- . Outlines of Civic Training〔民訓總論〕
- ---. Formosa, Past, and Present.
- ---. Formosa, Its History and Geography, Races and Culture.
- ----. L'epopee chinoise a formose: les premiere guerres de liberation.